# Grand Pardon de Chaumont
Le Grand Pardon de Chaumont, connu historiquement comme Grand Pardon général de peine et de coulpe, est une fête religieuse qui se tient à Chaumont depuis la fin du XVe siècle. L'événement a lieu lorsque la fête du saint patron de la ville, saint Jean-Baptiste, fêté le 24 juin, tombe un dimanche.
Depuis le 1er octobre 2018, le Grand Pardon de Chaumont est inscrit à l'Inventaire du patrimoine culturel immatériel en France.

## Histoire

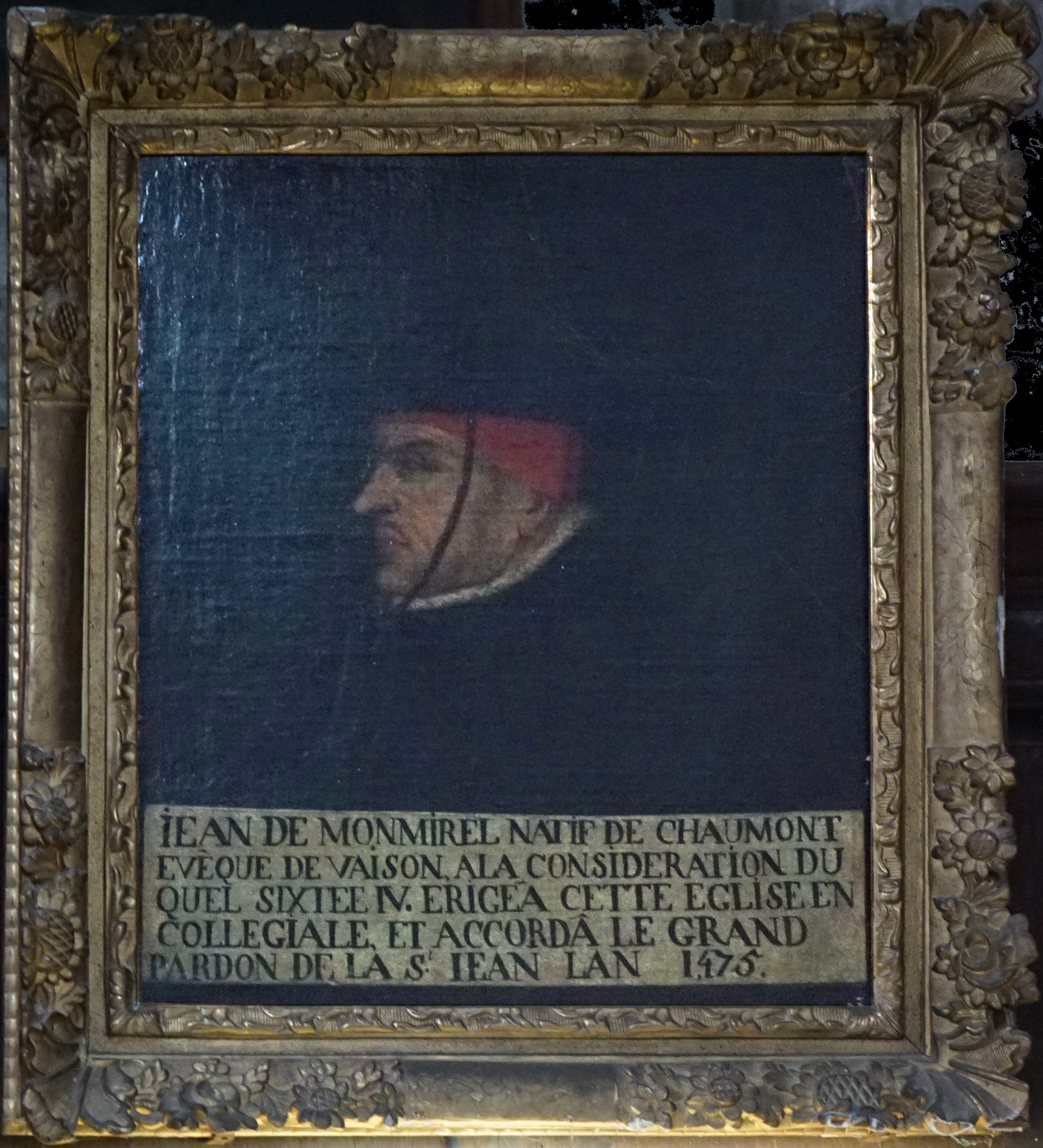
Portrait dans la basilique.

### Origine
Si la fondation exacte de l'église paroissiale de Chaumont reste inconnue, il y avait un document indiquant l'existence de cure de Chaumont en 1212, sous la juridiction de l'évêque de Langres. À la suite de l'évolution de cet établissement, le nouvel évêque de Langres Guy Bernard décida de solliciter le Saint-Siège, afin d'y fonder un chapitre de chanoines. En 1451, la paroisse comptait déjà douze chapelains.  
En 1475, Jean de Montmirel, fils d’un modeste mercier chaumontais, devenu docteur en droit canonique et chanoine de Langres, promu évêque de Vaison-la Romaine, puis Référendaire du pape Sixte IV, est au faîte d’une brillante carrière ecclésiastique.
Celle-ci l’a conduit à occuper d’importantes fonctions à la Curie romaine et à obtenir des papes, honneurs et prébendes.
Jean de Montmirel n’a pas oublié Chaumont, sa ville natale. Il obtient, le 18 décembre 1474, du pape l’élévation de l’église en collégiale, avec un corps de chanoines dotés de toutes sortes de privilèges.
Puis, le 8 février 1475,, le pape signa une bulle accordant à perpétuité une indulgence plénière à tous ceux qui, chaque fois que la fête de Saint-Jean-Baptiste (24 juin) tombera un dimanche, visiteront la collégiale Saint-Jean-Baptiste de Chaumont, s’y confesseront entre les deux vêpres. Le Grand Pardon général de peine et de coulpe, de Chaumont naquit.

### Inauguration difficile
Toutefois, ces nouveaux privilèges avaient provoqué une énorme contestation. Cette dernière était tellement forte que n'eut pas lieu le premier jubilé du 24 juin 1475, initialement fixé par la bulle en faveur de l'inauguration.  
C'est la raison pour laquelle, le 15 avril 1476, Simon Magnien, subdélégué du Saint-Siège, s'installa au chapitre. Le roi de France Louis XI aussi intervint avec sa lettre patente datée du 23 avril, avant l'arrivée de la fête accordée. En effet, Montmirel, demeurant à Rome même après la promotion en tant qu'évêque n'était pas capable de maîtriser la situation. En conséquence, le pape Sixte IV dut, en dépit de son intention, attribuer cette indulgence pour l'année courante seulement, enfin la fête de saint François d'Assise. La lettre supplémentaire de Sixte IV datée le 16 août 1476 eut effet, et le Grand Pardon de Chaumont attribué à l'évêque Montmirel fut tenu le 4 octobre, fête de Saint François.  
Les désaccords restaient encore lors du jubilé de 1487. Une ordonnance fut rédigée de sorte que les règles soient convenables. Le 14 mars 1492, un concordat important fut conclu, afin de stabiliser le Grand Pardon, entre les doyens et chanoines de l'église ainsi que les bourgeois, manants et habitants de Chaumont [lire en ligne].  
Les successeurs de Sixte IV n'hésitèrent pas, par conséquent, à continuer ce privilège et depuis cela le jubilé est régulièrement célébré à des intervalles constants de 6, 5, 6 et 11 ans. Cette irrégularité est donnée en raison de l'existence de l'année bissextile, qui fait passer la fête de saint Jean-Baptiste du samedi au lundi, sans faire coïncider le dimanche. Cet événement Pardon général de Chaumont attirait non seulement tous les fidèles dans le royaume mais également des pèlerins des pays voisins. 
Les Chaumontais et les habitants de la région ont accompagné cette fête religieuse de réjouissances, de liesses et d’animations populaires, parant rues et maisons, de fleurs, de guirlandes, d’écussons de mousse et de verdure.

## Bulle de Sixte IV

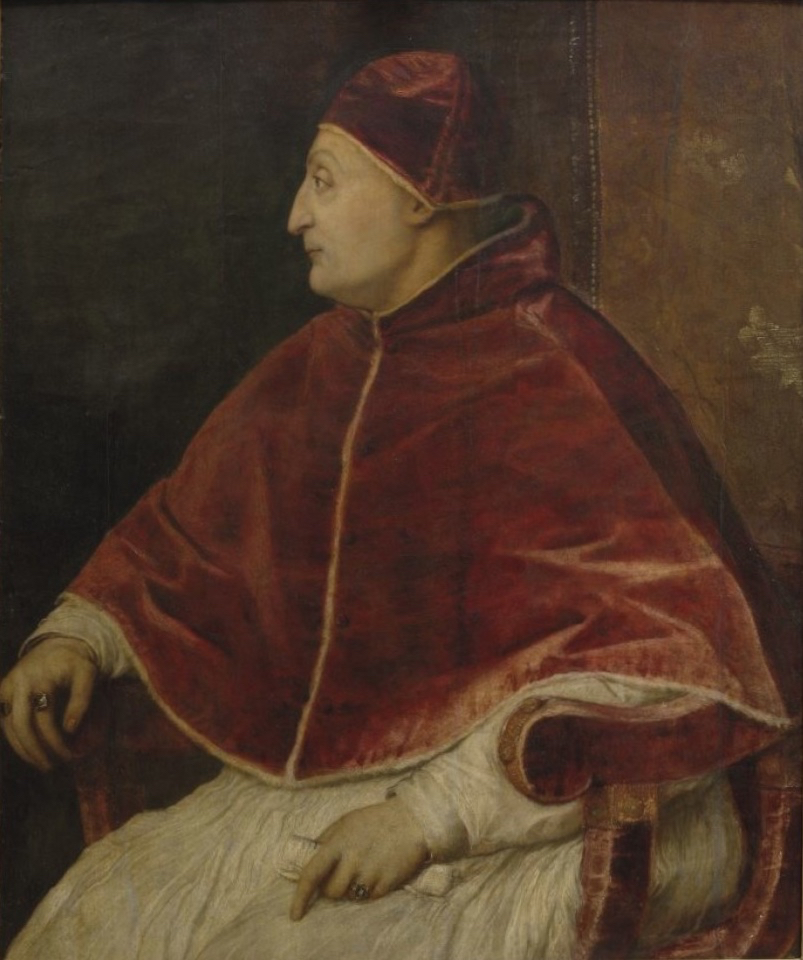
Pape Sixte IV.

La bulle originale du pape Sixte IV était conservée aux archives de la préfecture de la Haute-Marne. Toutefois, à la suite d'un arrête du département daté du 20 janvier 1792, cette bulle se déplaça, et de nos jours, son existence reste inconnue,. Dans les mêmes archives, il existait d'une copie authentique selon lesquelles on retrouve le texte,. Faite à la demande de la prévôté, la copie date du 4 juillet 1476 :

« SIXTUS, Episcopus, Servus, servorum Dei, ......... Datum Romæ apud sanctum Petrum, anno incarnationis Dominiæ millesimo quadringentesimo septuasesimo quinto, sexto idus februarii, pontificatus nostri anno quito. Sic signatum supra plicam. P. de Monte. »

- Texte intégral en latin [lire en ligne]
- Traduction en français [lire en ligne]
- Manuscrit de copie [manuscrit en ligne]

## Indulgence plénière
Tout comme d'autres jubilés, le Grand Pardon, indulgence plénière et entière, est singulièrement accordé par le pape. En faveur de l'édition de Chaumont, il s'agit de la bulle de Sixte IV, toujours renouvelée.

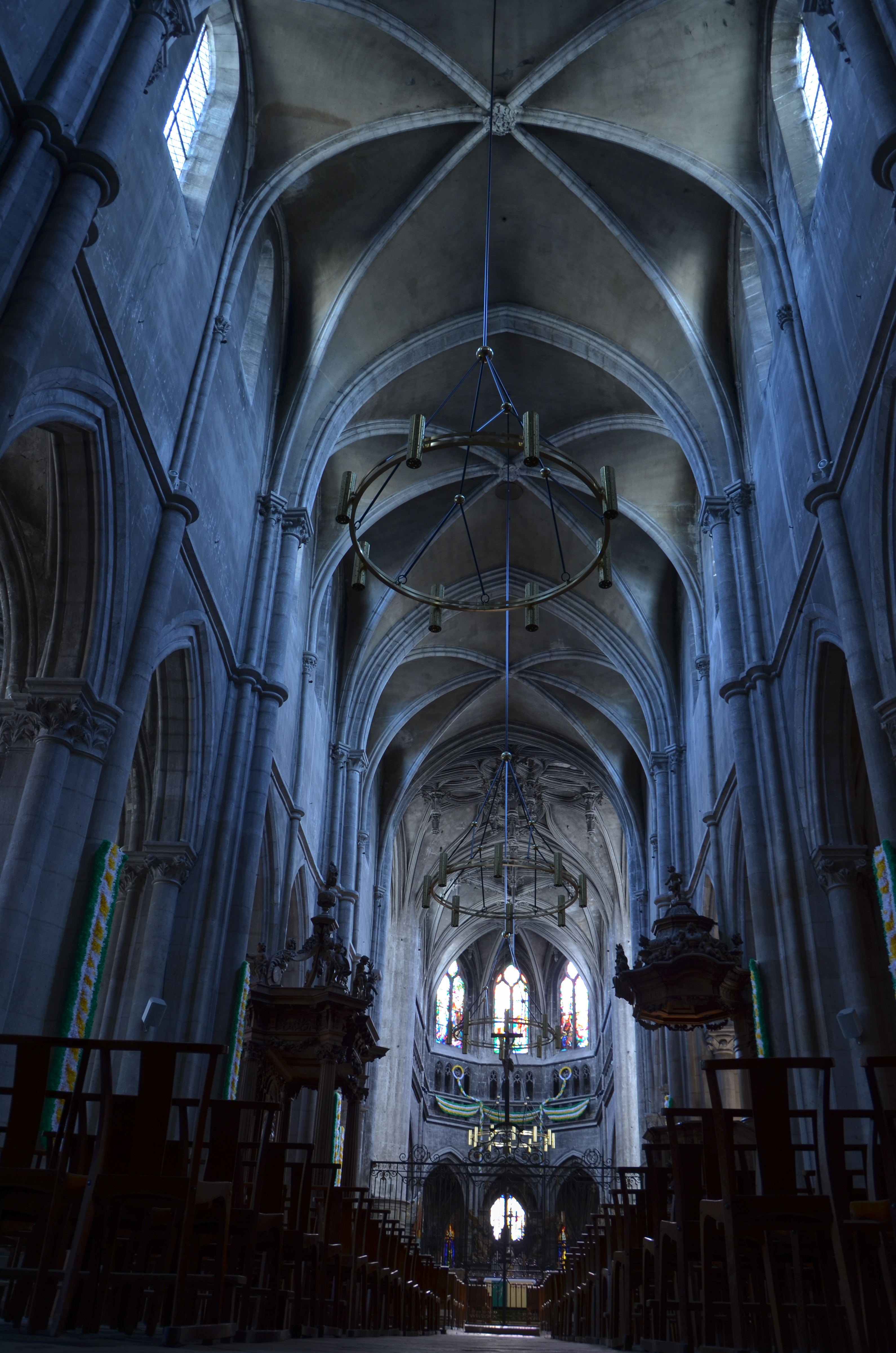
Depuis 1475, le privilège d'indulgence est attribué à la basilique Saint-Jean-Baptiste de Chaumont.

En faveur du Grand Pardon Général de Chaumont, cette indulgence est attachée
— à l'évêque de Langres et à l'église collégiale de Chaumont (actuellement basilique Saint-Jean-Baptiste de Chaumont),
— dans l'intervalle entre les premières et les secondes vêpres, plus précisément celles de la veille (samedi 23) jusqu'à celles du lendemain au jour où la fête de la nativité de saint Jean-Baptiste coïncide à un dimanche
— pour tous ceux qui y visitent après avoir confessé (à tous et à chacun des fidèles des deux sexes).

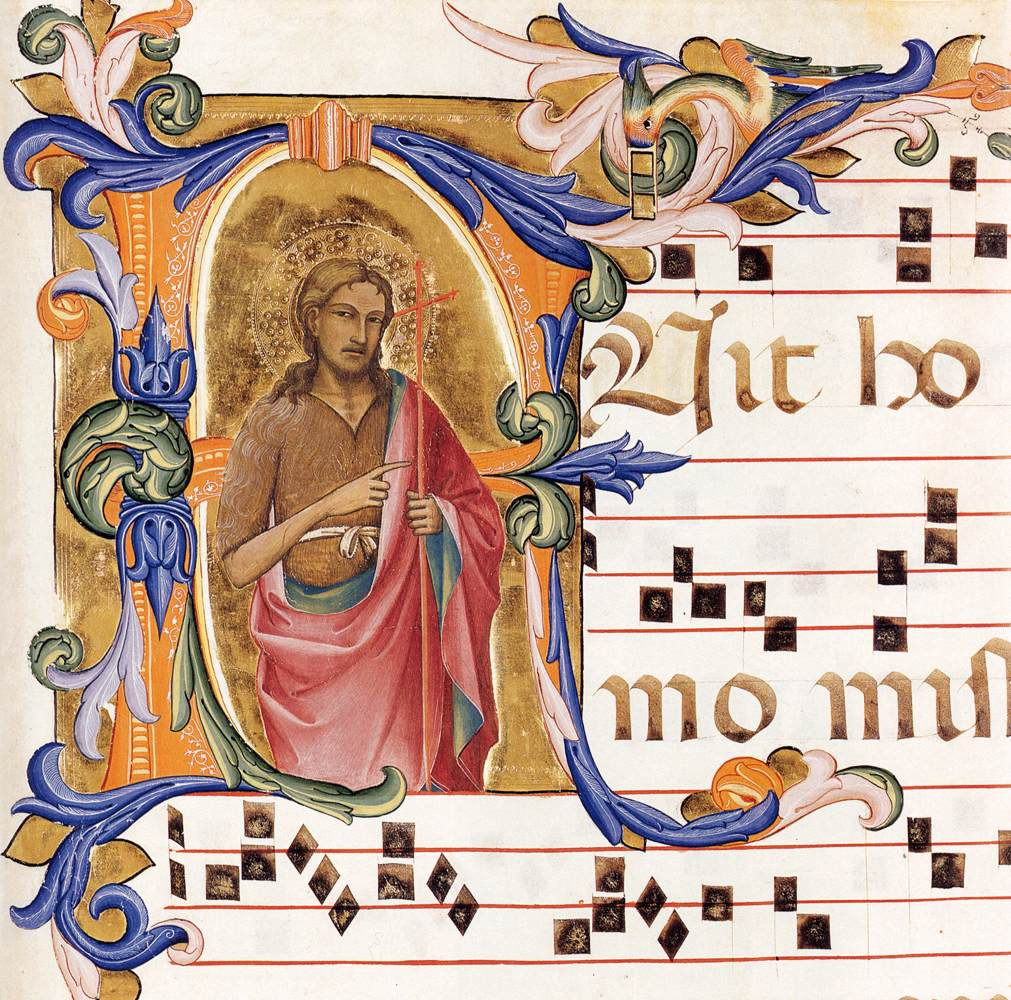
Saint Jean-Baptiste, patron de la basilique de Chaumont, dans un antiphonaire (vers 1395).

Étant donné que cette durée de vêpres est très limitée, chaque pape prolonge normalement cette indulgence pour plusieurs jours, précisée dans sa propre bulle. Ainsi, pour l'année 1855, Pie IX octroya une huitaine de jours supplémentaire et suivante tandis que Sixte IV avait fixé le premier jubilé entre le jeudi 21 et le mercredi 27 1475. (En effet, en 1407 à cause de la foule, le jubilé du Puy-en-Velay avait subi un accident mortel. D'où, il est habituel que les papes prolongent la durée des jubilés.) Il est normal que la décision de Pie IX fût préférée, par exemple lors de l'édition de 1923, car la clôture solennelle huit jours plus tard respecte la manière de la sainte assemblée des Israélites octave.    
Il est vrai que les fidèles étaient parfois tellement nombreux que les prêtres, également si nombreux, n'étaient pas capables d'entendre leurs confessions dans les établissements religieux. C'est pourquoi les confessions étaient admises, même dans un tribunal provisoire dans la rue,.          
Par ailleurs, le Saint-Pape suspendait l'indulgence à Chaumont, concernant quelques exceptions : vœux vers l'Outremer (ultramarino, indulgence réservée à la Terre sainte), en faveur de Rome (beatorum Petri et Pauli, réservée au pape), vers Saint-Jacques-de-Compostelle (réservée à ce sanctuaire) ainsi que ceux de professer la religion. Ces trois sanctuaires demeuraient, au Moyen Âge, les destinations les plus importantes des chrétiens pour le pèlerinage, étant donné qu'elles étaient liées aux Apôtres. On comprend que le Saint-Siège gardât tout à fait la dignité de ces sanctuaires.

## Dates des Grands Pardons

### Quelques chiffres importants
S'il y a eu plusieurs vagues de participations, le Grand Pardon de Chaumont était attendu surtout après des guerres. Entre 1877 et 1962, les autorités civiles et militaires accueillirent le prélat qui présidait la fête avec une cérémonie d'hommage devant le monument aux morts.

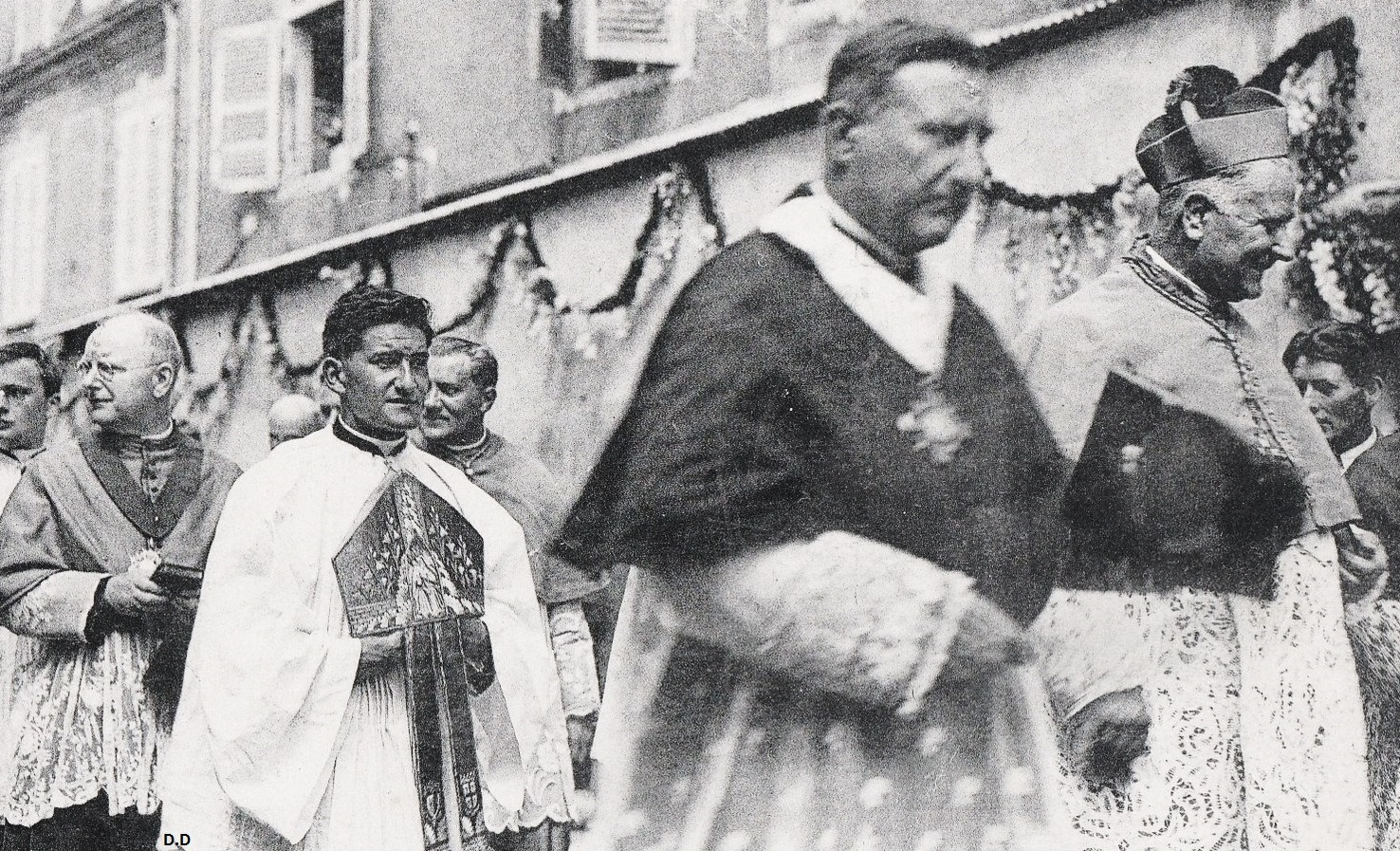
Fête du Grand Pardon (1934) Procession des Évêques.

- 1877 (fidèles au dimanche 24 juin) : 25 000[sc 24]
- 1906 : 30 000 personnes[27]
- 1923 : 25 000 personnes[28], 1 cardinal-archevêque et 7 évêques (cette année-là, le jubilé fut tenu comme les célébrations auprès d'un sanctuaire, à la suite de la canonisation de Jeanne d'Arc en 1920, à laquelle un reposoir était consacré[mc 1]) [programme en ligne]
- 1928 : 35 à 40 000 personnes, présidé par le cardinal-archevêque de Lyon Mgr Louis-Joseph Maurin, secondé par 8 évêques[29]
- 1934 : 98 000 personnes, présidé par un cardinal-évêque (Mgr Achille Liénart), entouré par plusieurs évêques[30]
- 1951 : 50 000 personnes, présidé par le nonce apostolique Angelo Giuseppe Roncalli, futur pape Jean XXIII[fv 3]
- 1962 : 100 000 personnes[mc 1]

### AuXXIesiècle

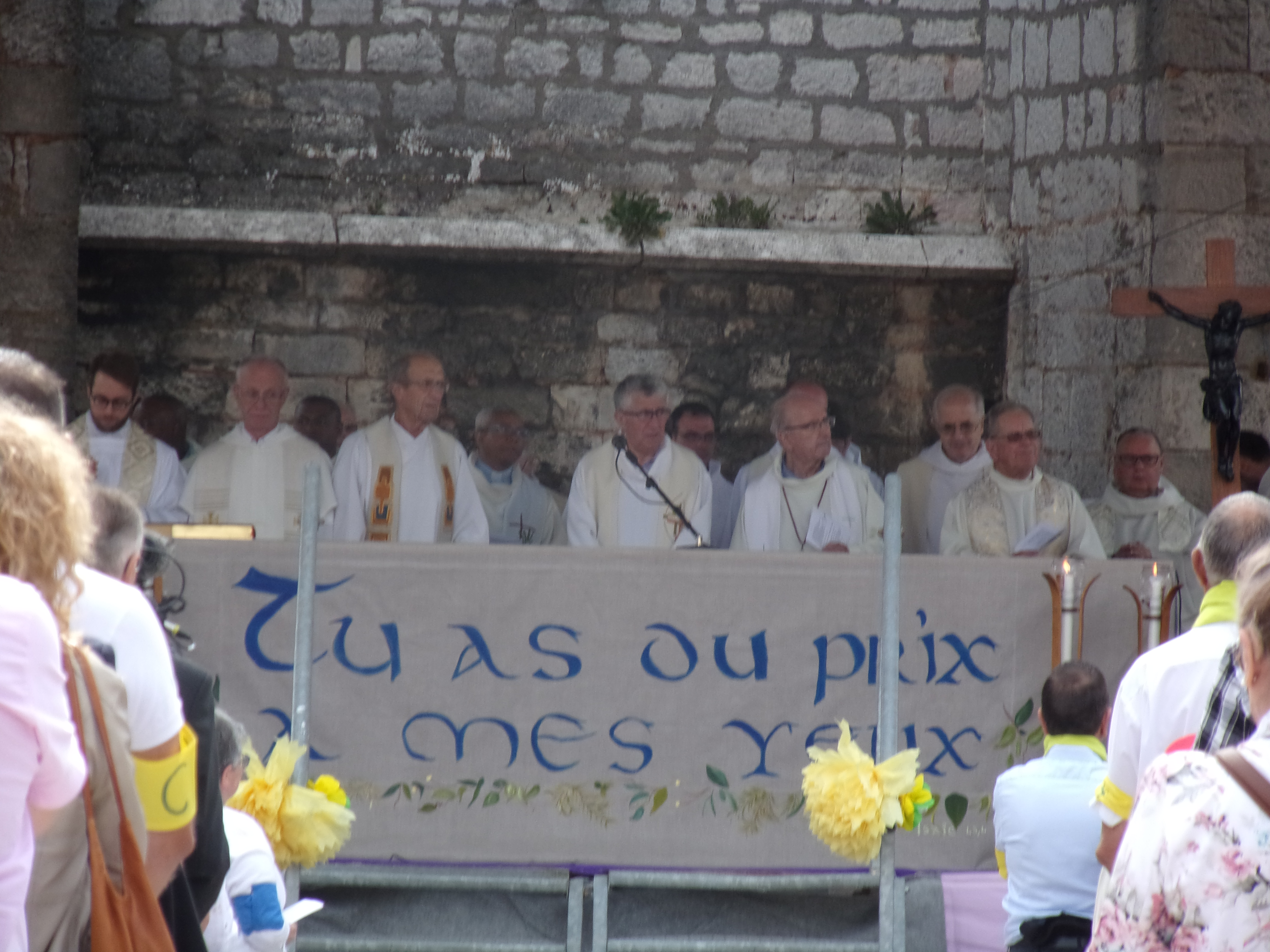
Messe sur la place, devant la basilique en 2018.

- 2001 (78e édition) : le logotype fut créé lors de cette édition[mc 5].
- 2007 (79e édition) : précédé du Colloque international d'histoire, tenu à Chaumont les 24 -26 mai[31].
- 2012 (80e édition) : cette édition se caractérisait de nombreux événements consacrés à la culture médiévale, avec 40 000 participants environ[32].
- 2018 (81e édition) : sous le thème « Tu as du prix à mes yeux » (Livre d'Isaïe 43, 7) [33] ; participation de Christian Lépine, archevêque de Montréal, en hommage à Langres, la ville natale de la fondatrice de Montréal Jeanne Mance[mc 6].

En comparaison d'autres jubilés, la ville de Chaumont connut plus fréquemment son Grand Pardon. Cette particularité permet de nos jours d'animer cet événement originellement religieux avec plusieurs activités culturelles telles que le concert, l'exhibition, le spectacle. L'avant-dernier Grand Pardon de Chaumont s'est déroulé le 24 juin 2012 tandis que le dernier a eu lieu le 24 juin 2018. Cette édition adoptait un sujet biblique, issu du Livre d'Isaïe.
Le prochain aura lieu onze ans après, le 24 juin 2029.

## Mystères
Si le jubilé de Chaumont se caractérise surtout des événements culturels, son origine ne demeure pas invention contemporaine. En effet, le dimanche de Grand Pardon, une procession circulait en passant par plusieurs théâtres (montres) où l'on représentait la vie de saint Jean-Baptiste et d'autres personnages [15 théâtres du Grand Pardon de Chaumont au XVIIe siècle]. Ces pièces s'appelaient Mystères, dont le répertoire comptait 15 œuvres (mais plus précisément, 14 œuvres, car, au XIIIe théâtre, on ne jouait rien et les fidèles méditaient en rendant hommage à Notre Dame). Et un livre sorti en 1591 contenait enfin 17 œuvres. Rappelons qu'à cette époque-là, la plupart des fidèles n'étaient pas capables de lire. D'où, cette procession-exécution était précieuse de sorte que les pèlerins puissent comprendre exactement comment saint Jean-Baptiste invitait le peuple d'Israël à réconcilier avec Dieu. À la suite de l'élaboration des pièces, ainsi que de l'augmentation de nombre de théâtres à partir de neuf jusqu'à quinze, la représentation devint de plus en plus coûteuse et les quêtes et offrandes n'étaient pas capables de couvrir cet événement (80 livres 3 sols 7 deniers de coût en 1487, mais enfin 1 851 livres 17 sols 6 deniers en 1663). Toujours demandée par le chapitre, sa suppression fut finalement décidée après cette dernière exécution en 1663.    
I. Moralité de Vertus (les Vertus) [lire en ligne]

II. Zacharie [lire en ligne]

III. Annonciation [lire en ligne]

IV. Visitation [lire en ligne]

V. Prophètes (Malachie et Jérémie) 

VI. Nativité (Accouchement de sainte Élisabeth) [lire en ligne]

VII. Saint Jean au désert [lire en ligne]

VIII. Saint Jean Prêchant (saint Jean d'Égypte) [lire en ligne]
 
IX. Baptême de Jésus [lire en ligne]

X. Emprisonnement 

XI. Décollation [lire en ligne]

XII. Enfer [lire en ligne]

XIII. Notre Dame des Nues (Notre Dame de l'Assomption) 

XIV. Sybilles 

XV. Limbes 

## Mise en musique
- Nicolas Couturier (1840 - † 1911) : Messe pour le Grand Pardon (1894)[mc 7]
- Vincent Freppel (1960 -) : Messe et plusieurs pièces consacrés au Grand Pardon[mc 7]

## Photographies

### 2012 et avant

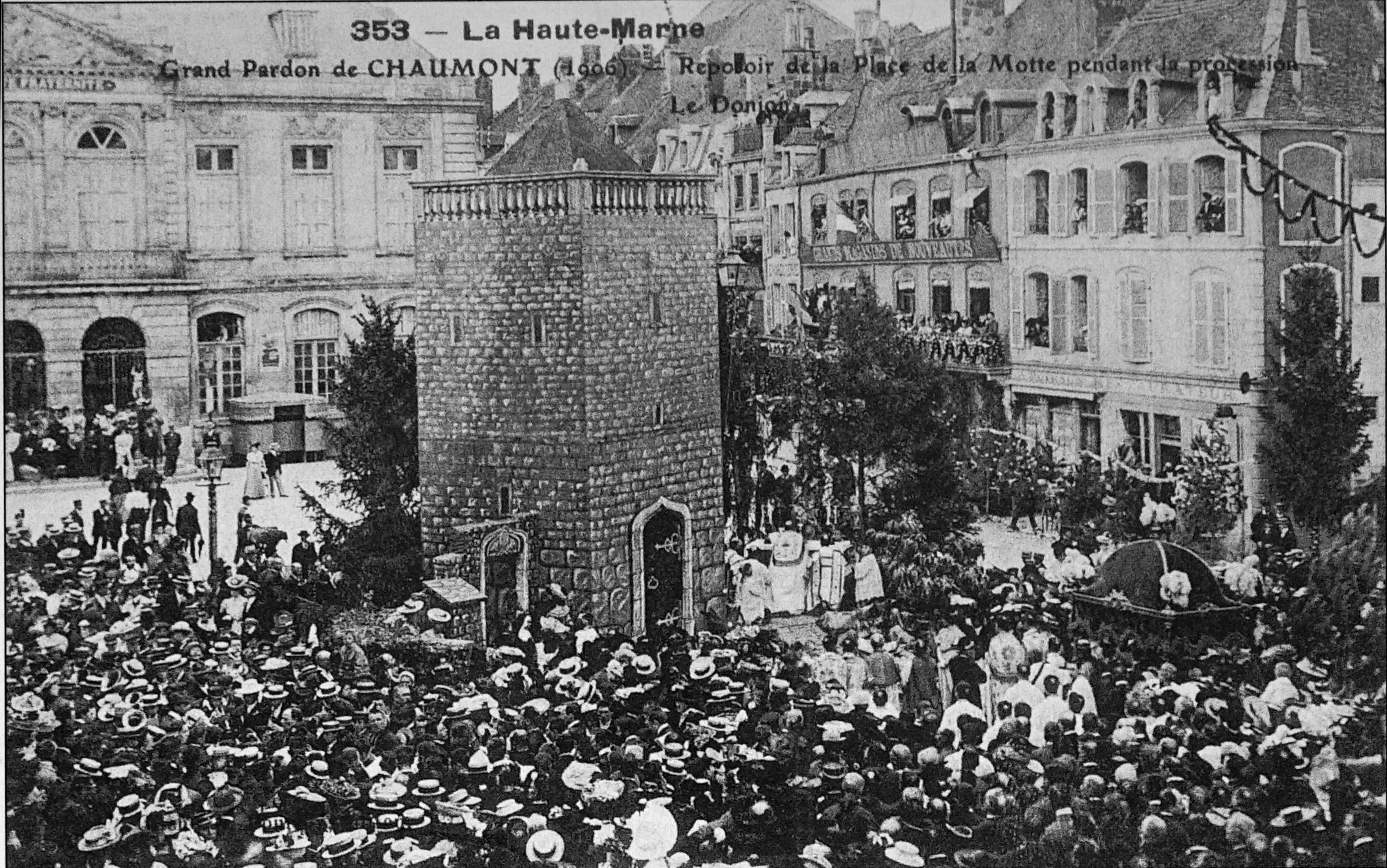
1906,
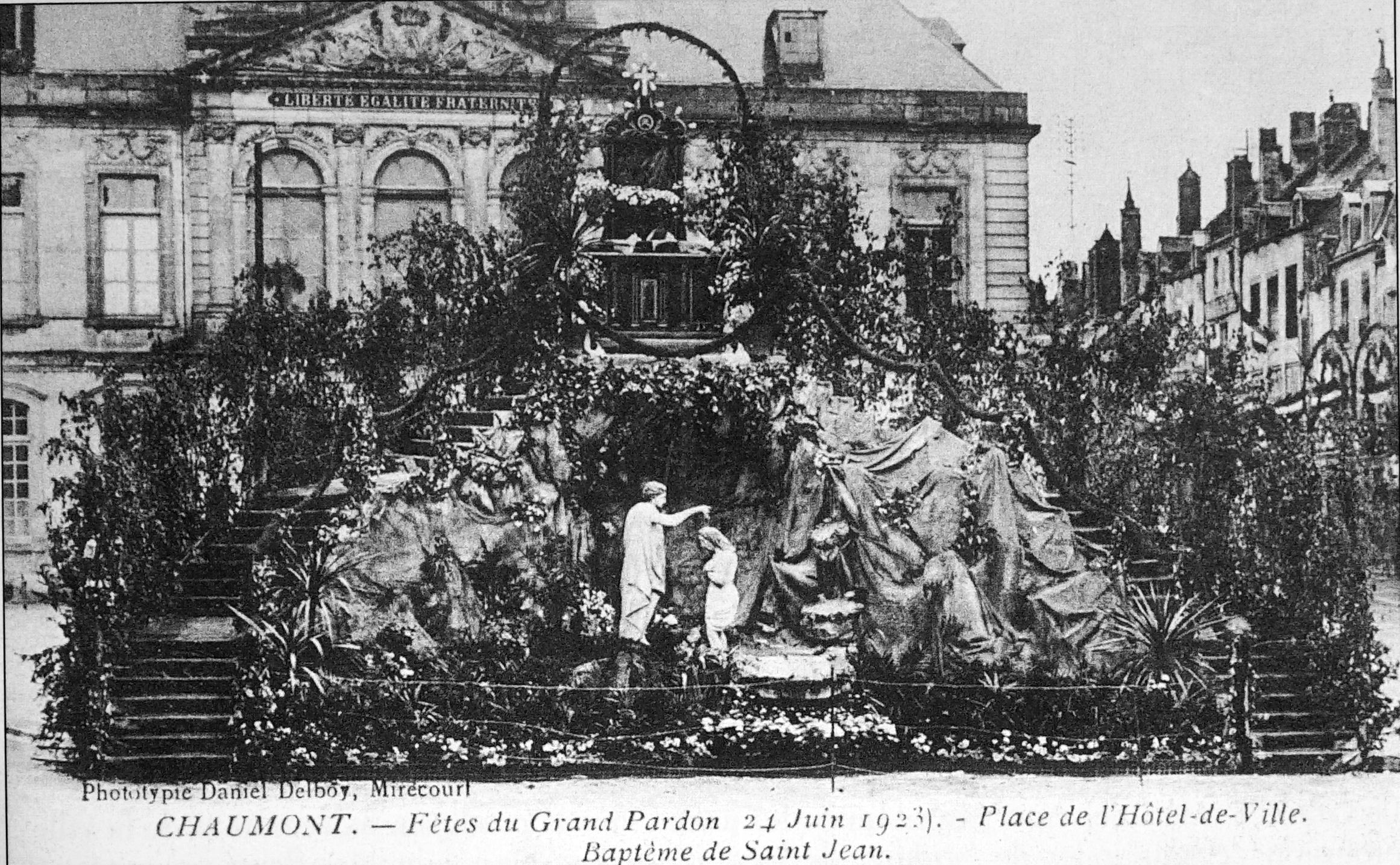
1923,
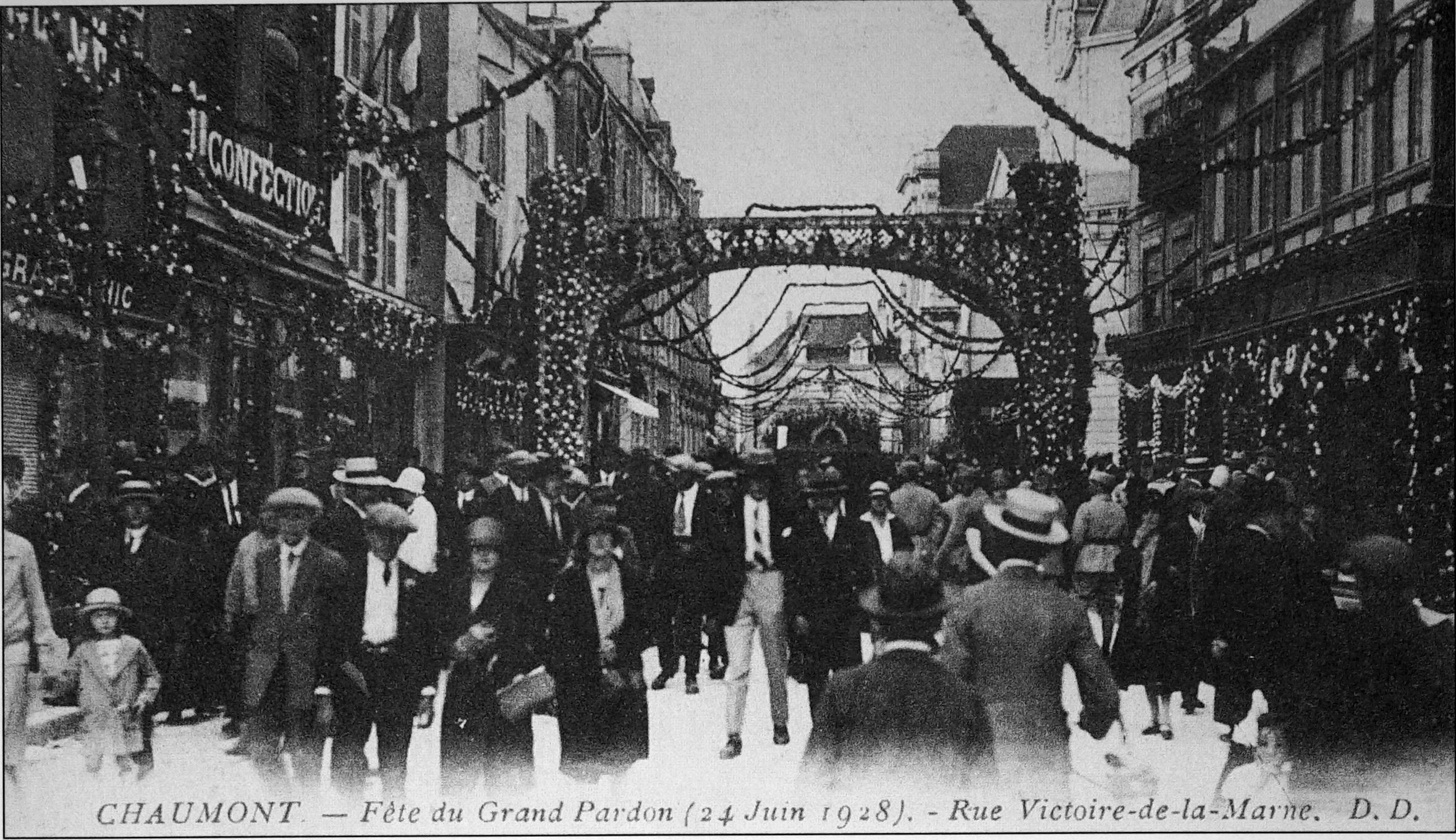
1928,
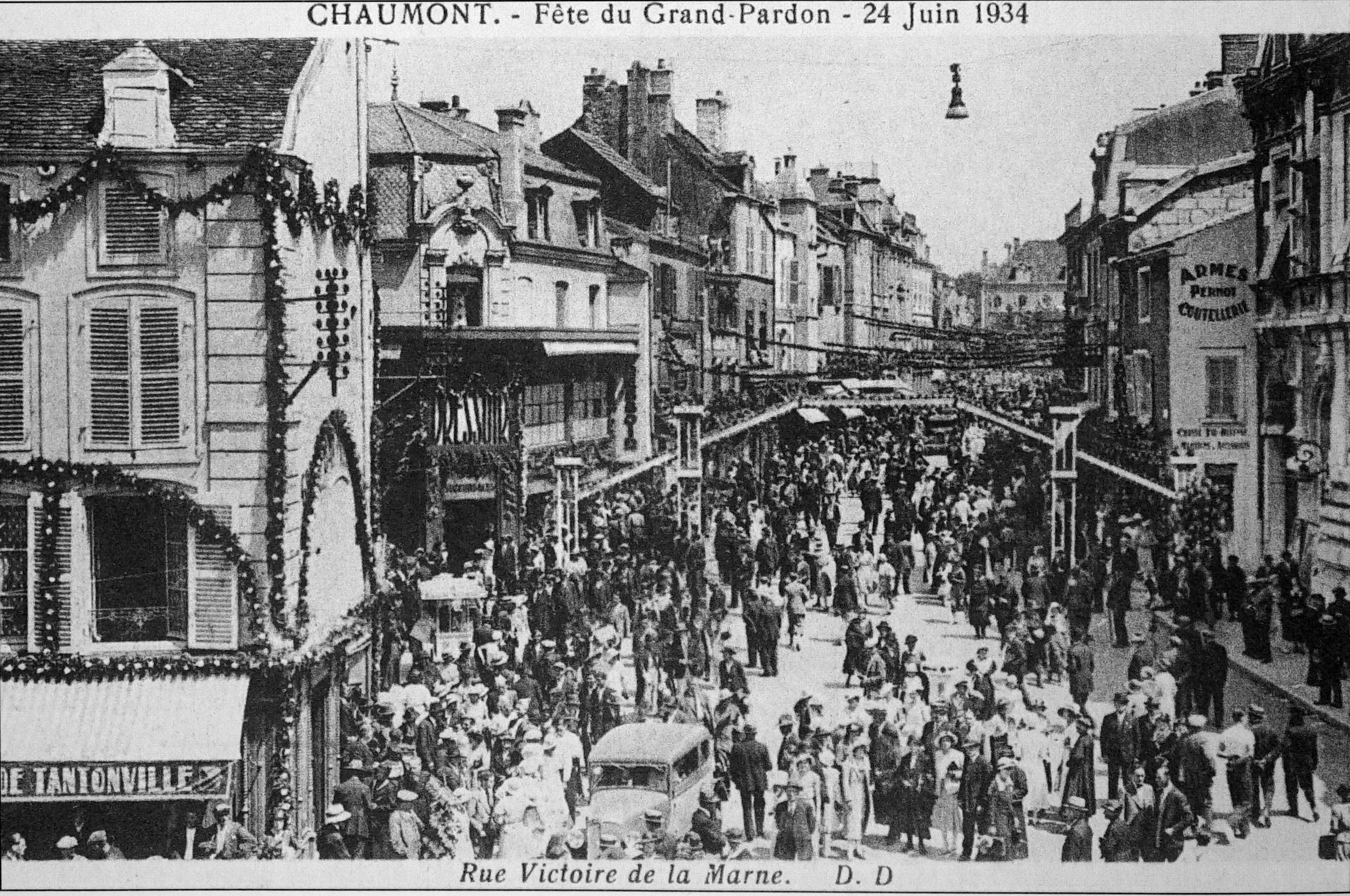
1934,
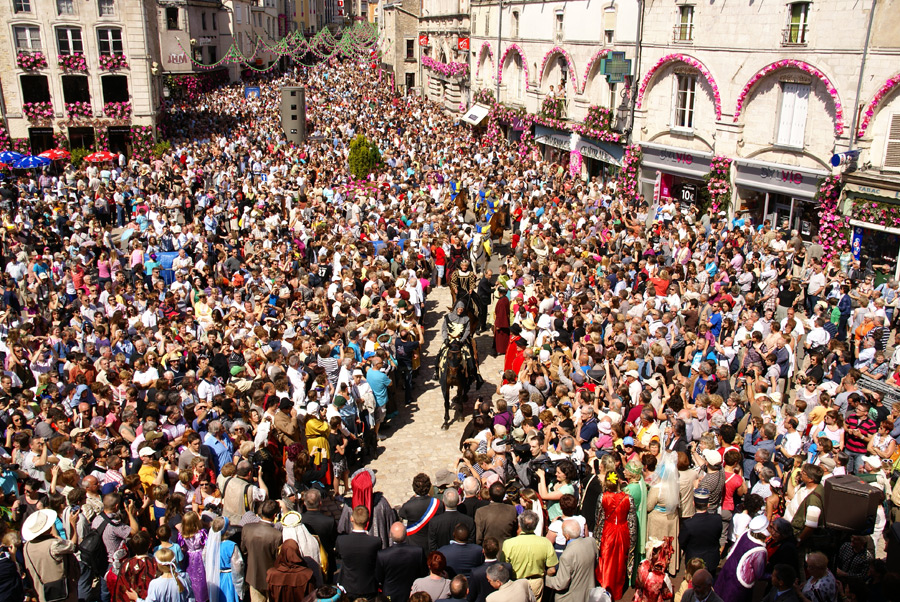
Grand Pardon 2012, cérémonie d'ouverture, 23 juin 2012.

### 2018

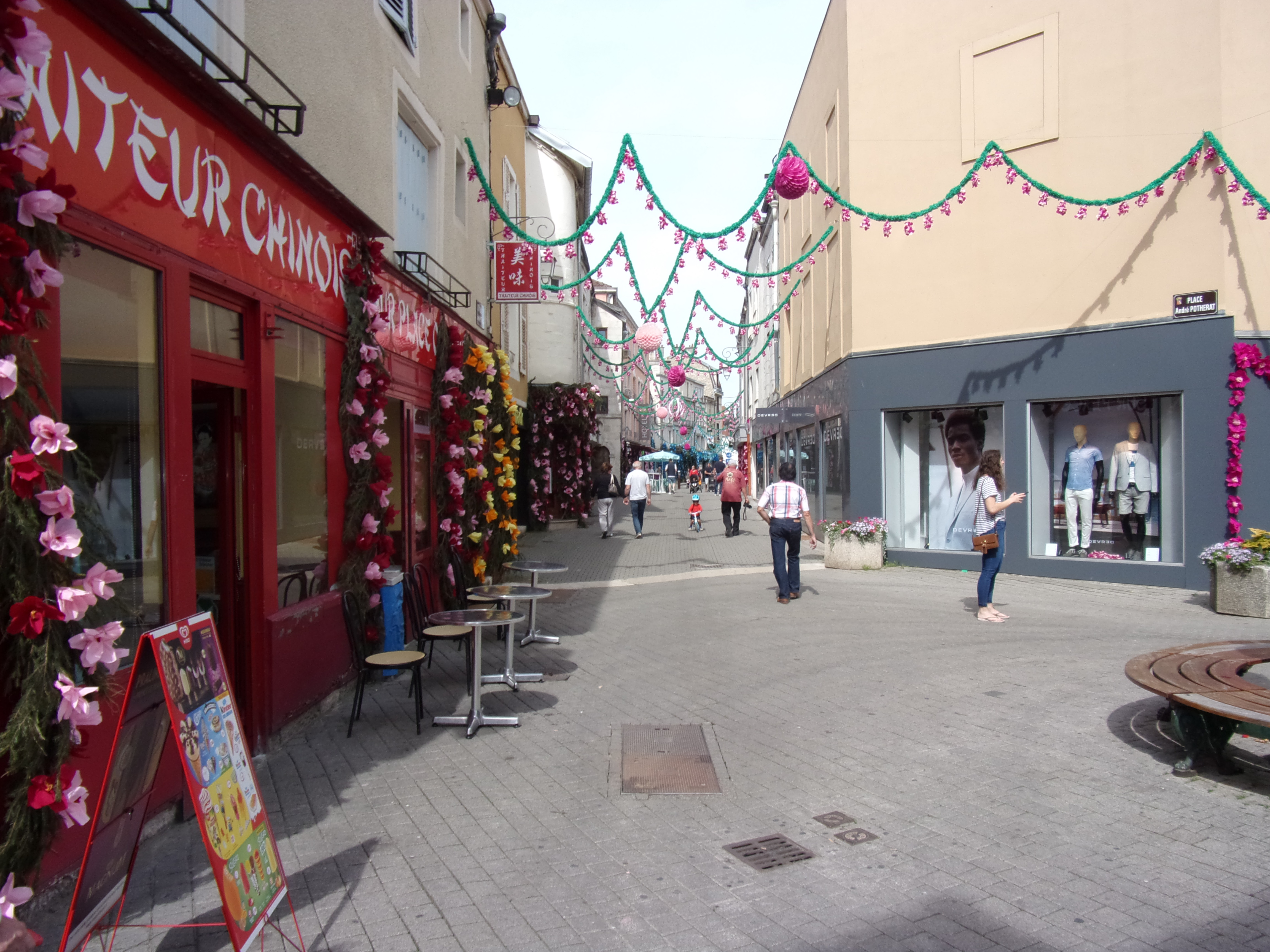
Rue Toupot-de-Béveaux
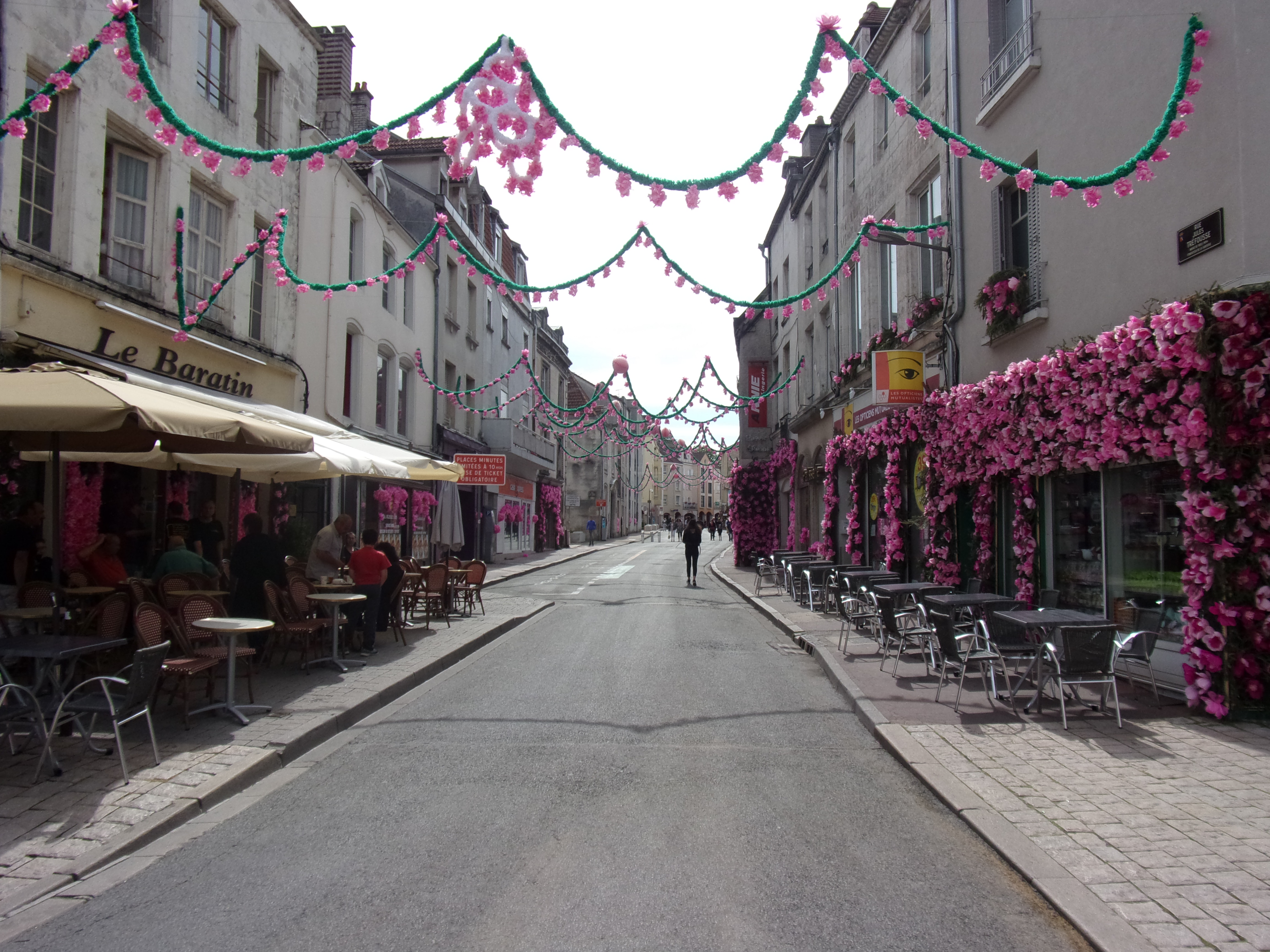
Rue Jules-Tréfousse
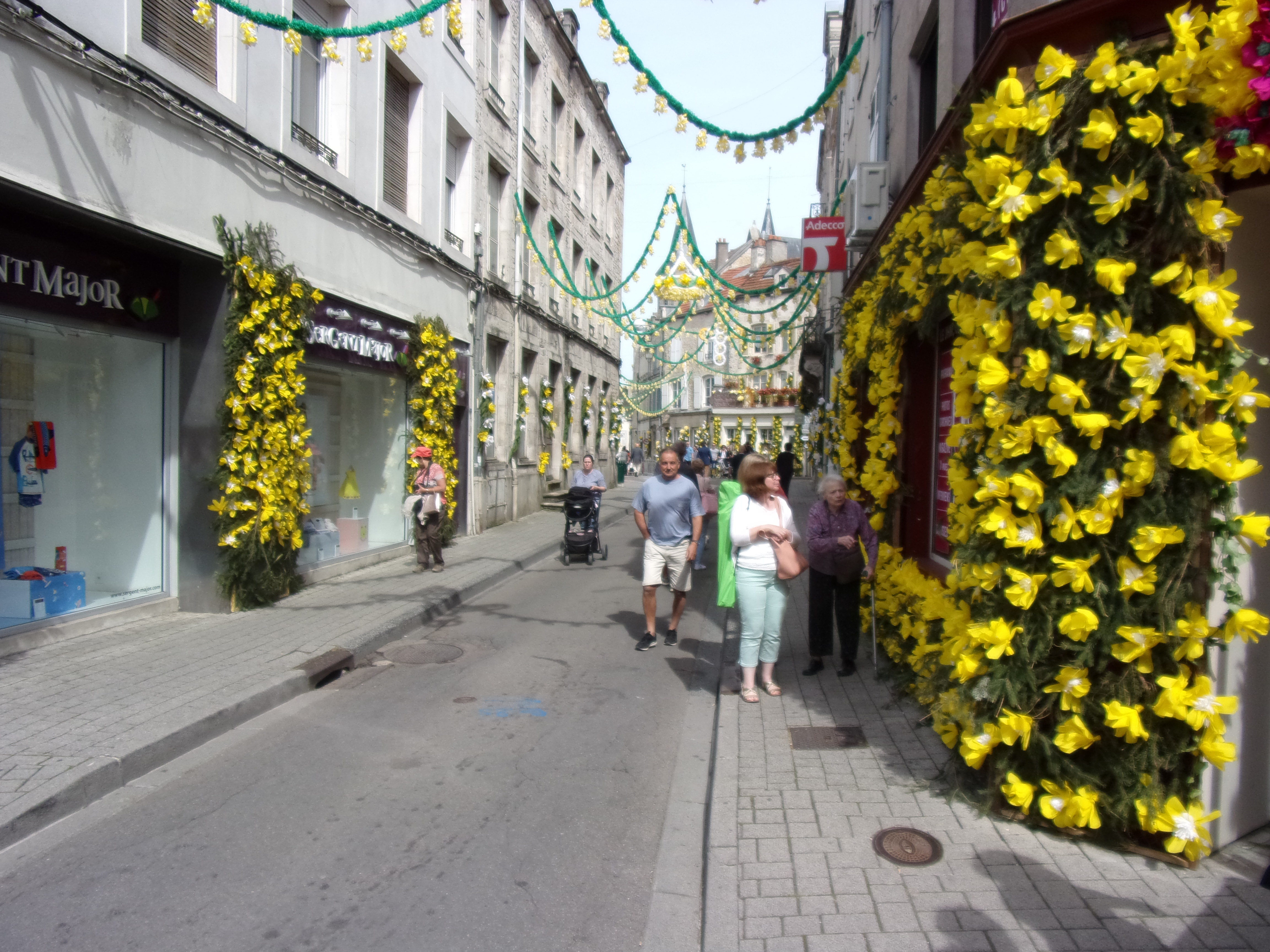
Rue Saint-Jean
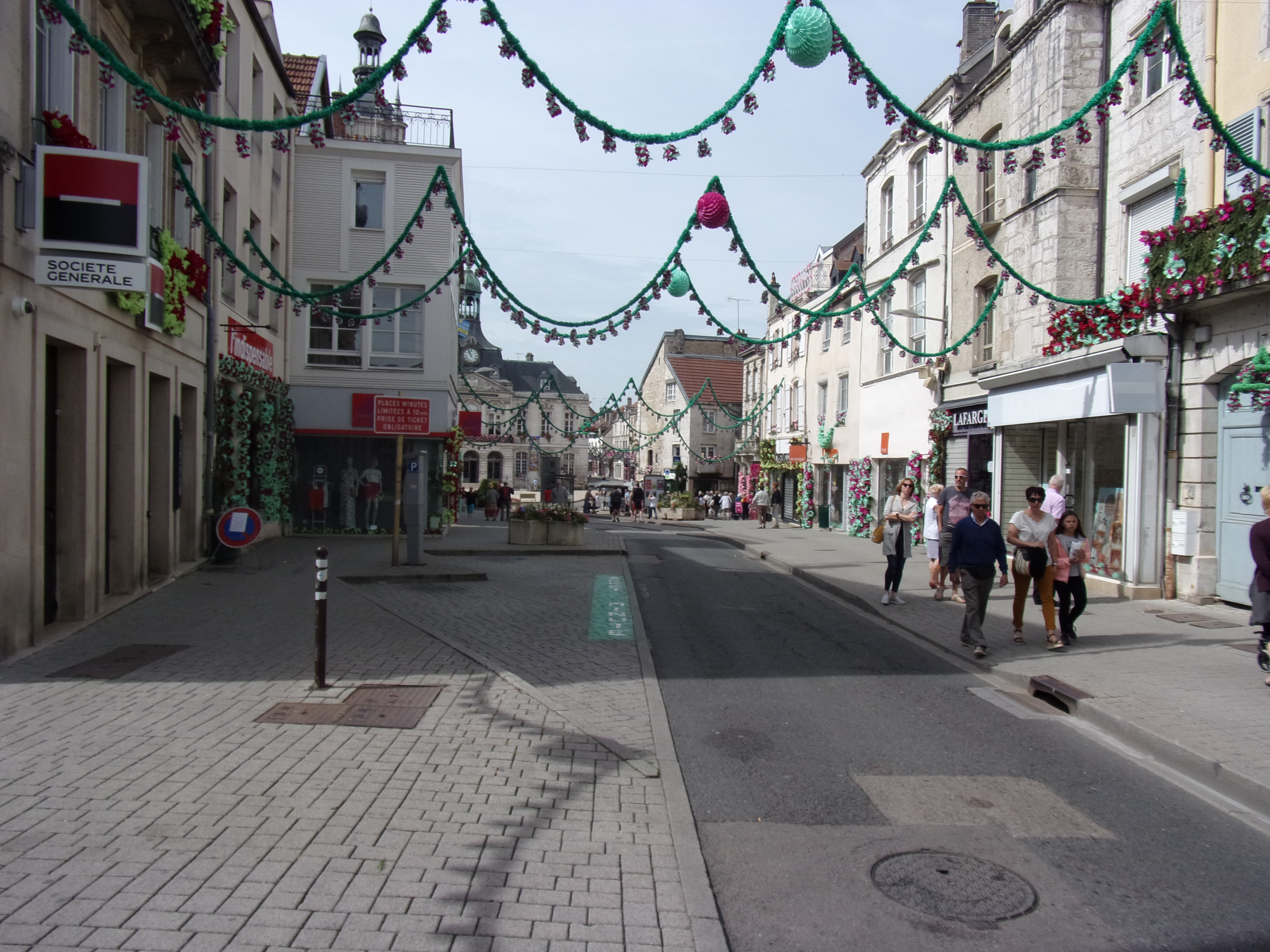
Rue Victoire-de-la-Marne
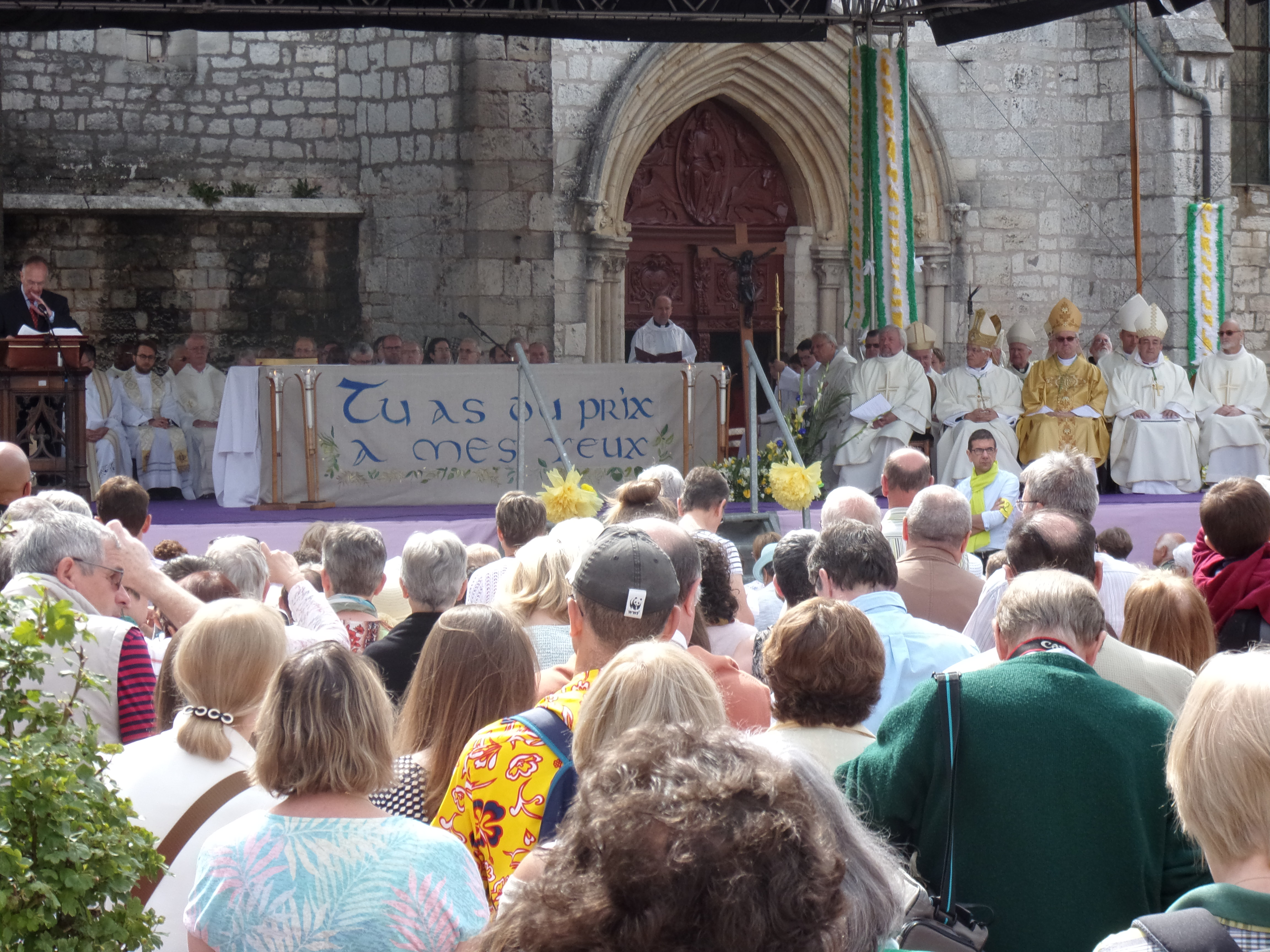
Messe sur la Place de la Basilique Saint-Jean